# 持明院流
持明院流（じみょういんりゅう）は、世尊寺流17代世尊寺行季が享禄5年（1532年）に没し、世尊寺家および世尊寺流が滅亡することになったことをうけ、後奈良天皇が、世尊寺流の滅亡を惜しみ、持明院基春に、その業を独立継承発展させた書流。
持明院家は、世尊寺流の筆頭門人格であったためと思われる。

## その後
- 和様を愛好した徳川家康により、江戸幕府の公式文書の書法となるが、明治維新時に、江戸幕府の公式文書の書風であったということで排斥されるなどの理由により、後代には衰微。